# Golfe de Monastir
Le golfe de Monastir (arabe : خليج المنستير) est un étroit golfe de la mer Méditerranée situé au centre-est de la Tunisie, plus précisément au sud de la ville de Monastir.
Représentant la frontière naturelle de ce golfe avec celui d'Hammamet, il est délimité au nord par le îles El Ghdamsi (au large de la ville de Monastir) et au sud par la ville de Bekalta, au niveau du cap de Ras Dimass. La ville de Monastir, au nord, lui donne son nom.

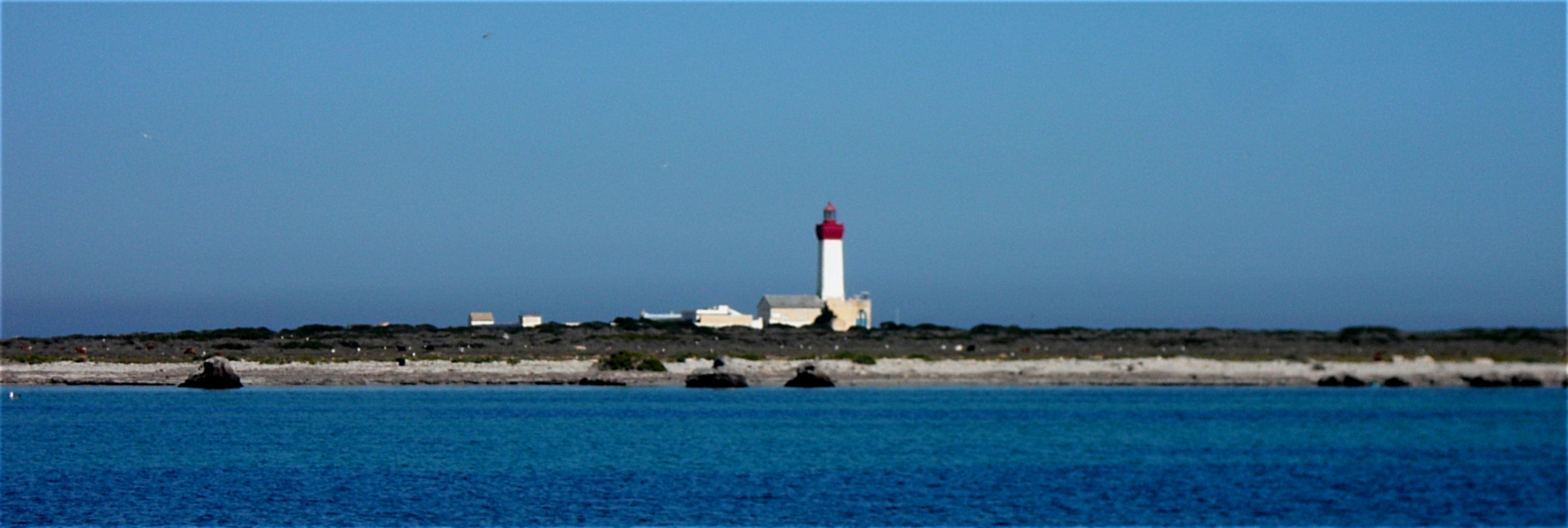
Grande île des Kuriats en plein centre du golfe.

Le golfe s'étend sur une quarantaine de kilomètres, sous la forme d'un croissant au milieu duquel s'est formé un environnement doté d'une biodiversité très sensible et fragile. En effet, la région est considérée comme une pépinière pour de nombreuses espèces de la faune aquatique et de l'avifaune.
Le golfe abrite dans ses eaux plusieurs îles, dont l'archipel des Kuriats qui compte parmi les aires marines et côtières que la Tunisie a le projet de créer,.
Les principales villes bordant le golfe sont Monastir, Khniss, Ksibet el-Médiouni, Lamta, Sayada, Téboulba et Bekalta ; la majorité d'entre elles sont réputées pour leur importante activité de pêche.